# SanDisk
SanDisk ist ein multinationales Unternehmen mit Sitz in Milpitas, Kalifornien, das Flash-Speicher-Produkte wie Speicherkarte, USB-Stick und  Solid-State-Drives herstellt. 2016 war es von Western Digital übernommen und 2024 wieder als selbständiges Unternehmen abgespalten worden.

## Geschichte

SanDisk Logo (1995–2007)

SanDisk Logo (2007–2024)

Das Unternehmen wurde 1988 von Eli Harari, Jack Yuan und Sanjay Mehrotra unter dem Namen SunDisk in Palo Alto (Kalifornien) gegründet und war ab November 1995 an der Börse NASDAQ unter dem neuen Namen SanDisk (Kürzel SNDK) gelistet. Das Hauptquartier wurde das 1996 nach Sunnyvale verlegt und 2006 nach Milpitas.
Seit 1999 produziert man in einem Joint Venture mit Toshiba (heute Kioxia) NAND-Flash-Speicherchips.
Nach eigenen Angaben war das Unternehmen der weltgrößte Anbieter von Flash-Speichern, der Umsatz des Unternehmens betrug 2006 etwa 3,3 Mrd. und 2007 rund 3,9 Mrd. US-Dollar. SanDisk beschäftigte mehr als 3000 Mitarbeiter weltweit, hielt über 860 US-amerikanische Patente und 550 in anderen Ländern. 2006 übernahm SanDisk den Mitbewerber M-Systems.
Ab 2009 hatte das Unternehmen keine eigene Produktion mehr.
Im Oktober 2015 stand SanDisk zum Verkauf. Nachdem zunächst auch Micron Technology Interesse bekundet hatte, gab Western Digital im Oktober 2015 die Absicht bekannt, SanDisk zum Preis von 19 Milliarden US-Dollar in Aktien zu kaufen. Nachdem das Handelsministerium der Volksrepublik China die Übernahme gebilligt hatte, wurde SanDisk am 12. Mai 2016 von  Western Digital Technologies, Inc., einer Tochter der Western Digital Corporation, übernommen. Seitdem ist SanDisk im Konzernabschluss von Western Digital konsolidiert.
Am 24. Februar 2025 wurde der im Jahr zuvor von Western Digital angekündigte Spin-off von SanDisk abgeschlossen. Das Abspaltungsverhältnis wurde von Western Digital mit 1:0.33333 festgelegt, d. h. für eine gehaltene Western-Digital-Aktie bekamen die Anleger 0,33333 neue SanDisk-Aktien. Mit dem Split kamen auch alle bisher unter dem Namen Western Digital vermarkteten Flash-Speicher zu SanDisk.

## Produkte

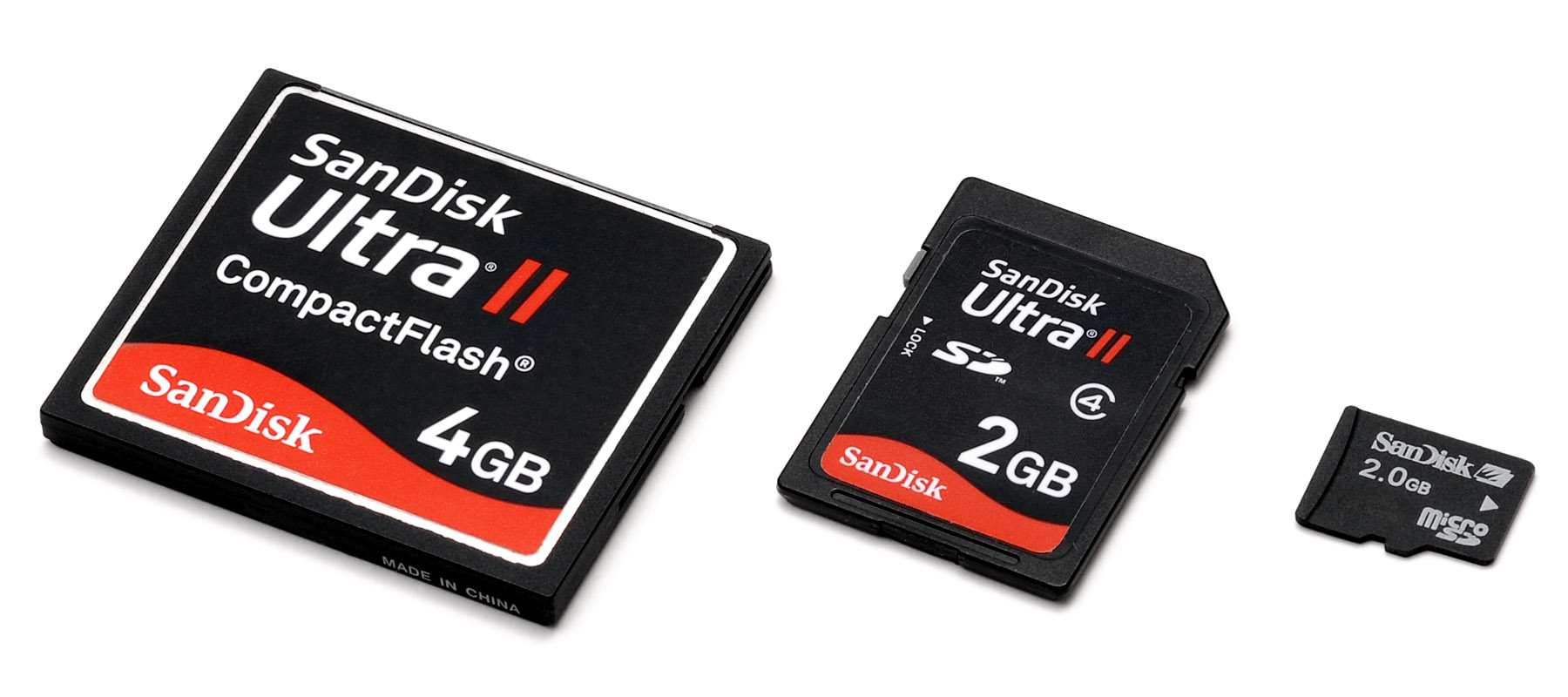
SanDisk-Karten: CF / SD / microSD
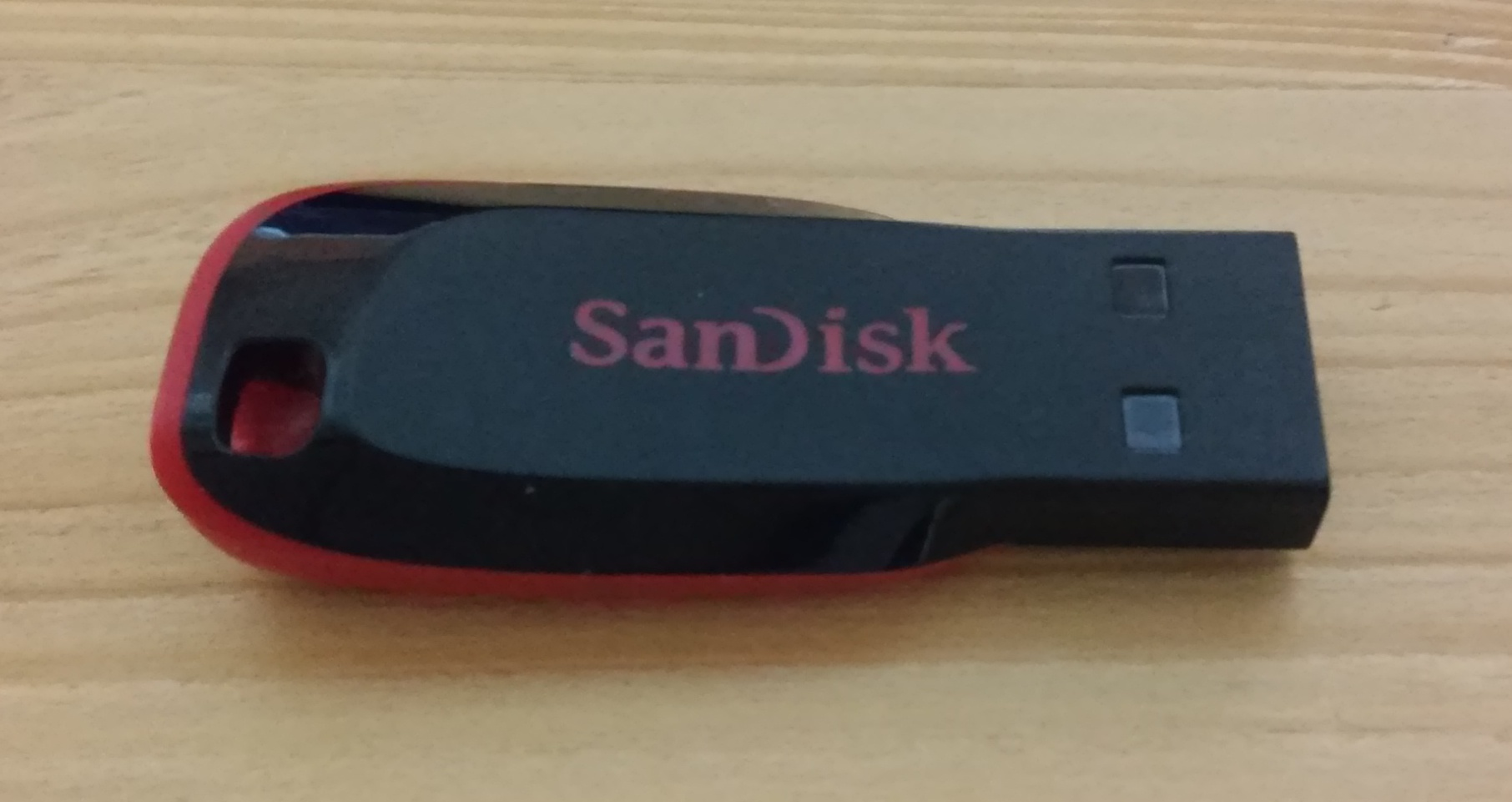
SanDisk-USB-Stick
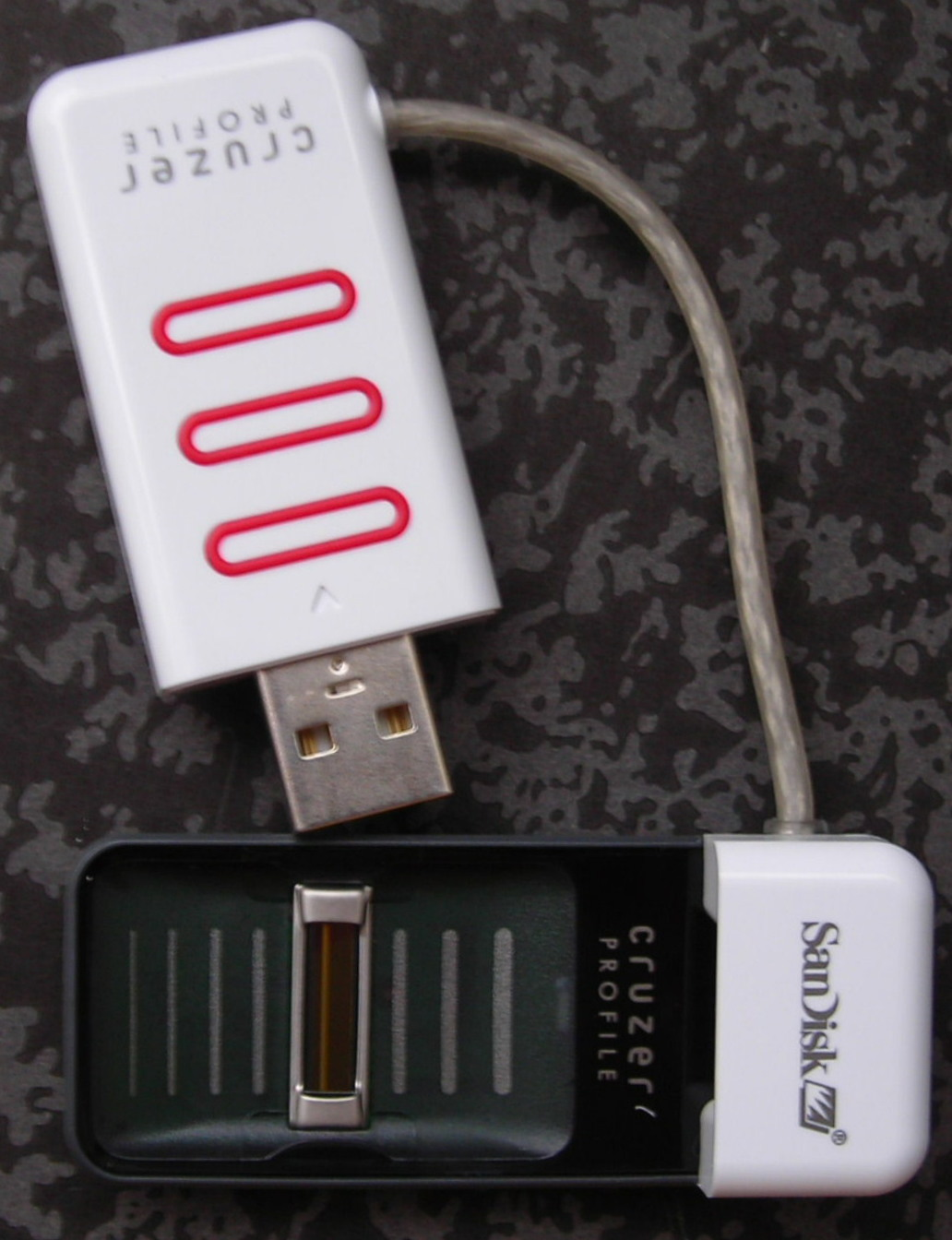
USB-Stick mit (Fingerabdruckscanner)

Die Marke SanDisk umfasst hauptsächlich Speichermedien auf Flash-Speicher-Basis (Speicherkarten, USB-Sticks und Solid-State-Drives). Weitere Produkte waren Speicherkartenlesegeräte und MP3-Player.
Die Serie der MP3-Player von SanDisk hieß Sansa. Diese Geräte lehnten sich an die iPods des Mitbewerbers Apple an, zeichnen sich aber diesen gegenüber beispielsweise durch Radioempfang, microSD-Erweiterbarkeit und FLAC-/Ogg-Vorbis-Unterstützung aus. SanDisk versah frühere Player auch mit einer proprietären Geräteschnittstelle für Zubehör, wie etwa Docking-Stationen, externe Hi-Fi-Anlagen und ähnlichem. An den zuletzt hergestellten Modellen (Sansa Clip Zip und Fuze+) befindet sich ein Standard-Micro-USB-Anschluss.
Modelle der Sansa-Serie:
- Sansa c200
- Sansa Clip, Clip+, Clip Zip, Clip Sport
- Sansa Connect
- Sansa e100
- Sansa e200
- Sansa Express
- Sansa Fuze, Fuze+
- Sansa Shaker
- Sansa TakeTV
- Sansa View

## Kritik
Ab 2023 häuften sich Meldungen über Qualitätsprobleme mit externen SSD-Laufwerken von SanDisk und Western Digital, die vom Hersteller nicht adressiert wurden.